# Guo Yunshen
Guo Yunshen (chinois simplifié : 郭云深 ; chinois traditionnel : 郭雲深 ; pinyin : guō yúnshēn, né en 1822 et mort en 1901, était un célèbre maître de l'art martial Xing yi quan. Il représenta la philosophie martiale du xingyi, préférant devenir fortement performant avec peu de techniques plutôt que d'être moins compétent avec beaucoup de techniques. Son habileté avec une seule technique, le bengquan, fut légendaire et on disait de lui qu'« avec son bengquan et un demi pas, il renversait la terre entière » (banbu bengquan da yu tianxia wu dishou). Il était surnommé l'« inébranlable » (bu daota).
Une légende veut qu'il ait combattu Dong Haichuan (董海川), le fondateur du Ba Gua Zhang pendant 3 jours et 3 nuits… La conséquence de ce match fut que les pratiquants des deux arts se respectèrent profondément.
Dans une version différente de cette histoire, désirant combattre Dong Haichuan, Guo Yunshen alla d'abord visiter Cheng Tinghua, un autre natif de la province du Hebei, disciple de Dong. Cheng l'invita à dîner, et Guo souhaita lui démontrer ses « poings divins dévastateurs », lesquels furent déjoués à deux reprises par Cheng. De fait, il repensa son plan de défier Dong, sachant que celui-ci était un pratiquant supérieur à Cheng.
L’enseignement théorique de Guo Yunshen reposait sur les « trois vérités » (san li), les « trois capacités » (san gong) et les « trois méthodes » (san fa) ainsi que sur la notion de simple et double appui (dan-zhong, shuangzhong) lors de la pratique de la posture santishi. Celle-ci était pratiquée pendant au moins 3 années par ses disciples avant d'entreprendre l'étude des formes.
Guo Yunshen avait étudié avec Li Luoneng (李洛能) et fut donc un représentant de l'école de Xingyi du Hebei. Parmi ses disciples, se trouvent Qian Yantang, Xu Zhanao, Li Kuiyuan ainsi que le disciple de ce dernier, Sun Lutang. Wang Xiang Zhai le fondateur du dachengquan aurait appris de Guo Yunshen dans son enfance.